# Cuayo Cerro
Cuayo Cerro är en ort i Mexiko.   Den ligger i kommunen Axtla de Terrazas och delstaten San Luis Potosí, i den centrala delen av landet, 230 km norr om huvudstaden Mexico City. Cuayo Cerro ligger 451 meter över havet och antalet invånare är 449.
Terrängen runt Cuayo Cerro är varierad. Runt Cuayo Cerro är det ganska tätbefolkat, med 100 invånare per kvadratkilometer. Närmaste större samhälle är Villa Terrazas, 5,2 km sydost om Cuayo Cerro. I omgivningarna runt Cuayo Cerro växer huvudsakligen savannskog.